# Planekonomi (skivbolag)
Planekonomi är ett svenskt skivbolag som tidigare hade sitt säte i Skellefteå, men som numera flyttat till Stockholm. Bolaget ägs av Lars Thomas Kågström (född 1972) och bildades 2003.
Bolaget har gett ut skivor med bland andra Mattias Alkberg BD, Peter Bjorn and John och Royal Downfall.

### Fotnoter
1. ↑  ”Planekonomi”. Stim. Arkiverad från originalet den 3 januari 2006. https://web.archive.org/web/20060103025644/http://www.mic.stim.se/avd/mic/prod/NBkund.nsf/LabelsAllJazzSwe/Planekonomi?opendocument. Läst 11 februari 2012.
2. ↑  ”Planekonomi”. 121.nu. Arkiverad från originalet den 19 juli 2012. https://archive.is/20120719015850/http://www.121.nu/onetoone/foretag/planekonomi. Läst 11 februari 2012.
3. ↑  ”Planekonomis diskografi”. Discogs.com. http://www.discogs.com/label/Planekonomi. Läst 11 februari 2012.